# Rosiers sous les arbres
Rosiers sous les arbres est un tableau réalisé par le peintre autrichien Gustav Klimt vers 1905. Cette peinture à l'huile sur toile est un paysage représentant des arbres sous lesquels on distingue des rosiers.

## Historique
En 1891, Klimt rencontre Emilie Flöge, qui devient sa muse et sa compagne. Le peintre passait chaque année l'été avec sa famille sur les rives du lac Attersee, où il a peint de nombreux paysages, dont cette œuvre, qui est basée sur l'observation directe du lieu.
Pendant plus de vingt ans, Klimt a passé ses étés avec Emilie et sa famille à Litzlberg, sur le lac Attersee, un grand lac pittoresque situé dans le district viennois de Salzkammergut. Pendant ces séjours, Klimt avait l'habitude de visiter un château sur une petite île et de peindre les arbres, les buissons et les fleurs. Un léger vent d'est, appelé Rosenwind, souffle dans la roseraie du château et remplit l'air au-dessus du lac du parfum des fleurs. C'est ce qui a inspiré Klimt pour cette peinture.
Acquise par la France à la galerie Peter Nathan de Zürich en 1980, galerie qui avait acheté la toile à un artiste nazi appelé Philipp Häusler la toile est conservée au musée d'Orsay lorsqu'en mars 2021 est annoncée sa restitution à une famille juive victime de spoliation par le régime nazi. La loi nécessaire à sa restitution (le tableau faisant partie des collections publiques, il est inaliénable et ne peut sortir des collections qu'avec une loi) est adoptée à l'unanimité le 21 février 2022.

## Description
Sur une étroite bande de prairie, le feuillage est l'élément principal du tableau. Klimt a créé un ensemble de touches de peinture bleu vif, jaune, rose pâle, mauve et brun dans tout le tableau, dans lequel on trouve surtout de brèves marques obliques de divers verts.
Sans ligne d'horizon et avec un ciel réduit, l'espace plat et les contours curvilignes de cette œuvre reflètent les influences compositionnelles japonaises.
Une riche lumière émane de la scène intense. La masse de taches donne l'impression que les feuilles et les fleurs se fondent les unes dans les autres, tandis que les feuilles et les fleurs plus claires brillent.